# OpenToonz
OpenToonz es un programa de animación 2D de código abierto. Es una versión del software comercial Toonz desarrollado originalmente por Digital Video S.p.A, siendo desarrollado por la compañía de software Dwango. Si bien Dwango ha dejado en claro que OpenToonz puede ser utilizado tanto para un uso particular como comercial sin restricción algo dejando completamente funcional el software, ha expuesto su interés en desarrollar una versión misma del software de pago "con un precio muy competitivo" con una mayor cantidad de funciones para proyectos grandes. Por otra parte, la única variante comercial que existe actualmente (siendo aún de código propietario), es Toonz, que es desarrollado y comercializado por Digital Video S.p.A. Toonz ha sido utilizado por Studio Ghibli y Rough Draft Studios, y fue usado para producir la serie de televisión Futurama.